# Piz Máler
Piz Máler är en bergstopp i Schweiz.   Den ligger i regionen Surselva och kantonen Graubünden, i den sydöstra delen av landet, 100 km öster om huvudstaden Bern. Toppen på Piz Máler är 2 790 meter över havet, eller 216 meter över den omgivande terrängen. Bredden vid basen är 1,4 km.
Terrängen runt Piz Máler är bergig åt nordost, men åt sydväst är den kuperad. Närmaste större samhälle är Silenen, 17,8 km norr om Piz Máler. 
Trakten runt Piz Máler består i huvudsak av gräsmarker. Runt Piz Máler är det glesbefolkat, med 9 invånare per kvadratkilometer.